# Antonino Meli
Antonino Meli, né à Collesano le 19 juin 1920, mort dans la même commune le 16 novembre 2014, est un magistrat italien.

## Biographie
Soldat pendant la Seconde Guerre mondiale, Antonino Meli est interné par les Allemands.
Il s'engage dans une carrière de magistrat qui le mène à la Cour suprême de cassation et à la présidence de section de la cour d'appel de Caltanissetta.
Après la démission d'Antonino Caponnetto de la tête du bureau de l'instruction du tribunal de Palerme, il est l'un des deux candidats à sa succession, face au dauphin de Caponnetto, membre du pool antimafia, Giovanni Falcone. Le conseil supérieur de la magistrature élit, dans la nuit du 19 janvier 1988, Meli par 14 voix pour, 10 contre et 5 abstentions. Seul Giancarlo Caselli vote pour Falcone. Le choix de Meli, motivé par sa plus grande ancienneté, est considéré comme un « abaissement de la garde » de l’État face à Cosa nostra. 
Probe mais proche de la retraite et peu au fait de la lutte contre la mafia, Meli est contesté par Falcone qui demande en juillet, avec huit autres magistrats palermitains, leur mutation dans une autre région d'Italie, jugeant leur travail entravé par leur supérieur. En effet, opposé aux méthodes du pool antimafia, Meli retire les instructions sur le crime organisé à Falcone et lui confie des enquêtes de braquage, reprend personnellement le dossier contre l'ancien maire démocrate-chrétien de Palerme, Vito Ciancimino, et confie aux autorités judiciaires locales plutôt qu'aux juges spécialisés de Palerme les poursuites contre les membres présumés de la mafia.
La nomination en juin 1990 de Pietro Giammanco comme procureur général de la République, achève de marginaliser Falcone qui quitte Palerme en 1991.

Interrogé en 1996 dans l'émission Storie (Rai 2) intitulé « Qui a détruit le pool anti-mafia, Meli ou Giammanco ? », Antonino Caponnetto répond :

« Chacun a joué son rôle. Meli a contribué à anticiper la fin du Bureau de l'Instruction, à ne plus coordonner les enquêtes, à priver Giovanni Falcone de pouvoir, à le marginaliser, à ne pas accepter certaines de ses demandes, [...] et à relancer l'ancien système de démembrement des procès mafieux, en les attribuant à tout le monde. [...] Il a donc pratiquement démembré le pool. Il a contrecarré tout le travail qui avait commencé à être fait sur les interminables déclarations - 700 pages - d'Antonino Calderone, chef de la mafia de Catane. »

Ayant atteint la limite d'âge en octobre 1993, il prend sa retraite en octobre 1993. Il meurt à Collesano, sa ville natale, à l'âge de 94 ans.